# Une petite poule avisée
Pour plus de détails, voir Fiche technique et Distribution.
Une petite poule avisée (The Wise Little Hen) est un court métrage d'animation de la série Silly Symphonies réalisé par les studios Disney, sorti au cinéma le 9 juin 1934. Il marque la première apparition de Donald Duck. Le film se base sur le conte d'origine russe La Petite Poule rousse, en anglais The Little Red Hen and the Grain of Wheat et particulièrement l'édition américaine illustrée par Jessie Willcox Smith (publiée en 1911).

## Synopsis
Une mère poule et ses poussins recherchent de l'aide pour planter un champ de maïs, mais les deux voisins, le canard Donald Duck et le cochon Pierre le Cochon, font tout pour éviter le travail. Elle parvient à leur donner une leçon à la fin du dessin animé.

## Fiche technique
- Titre original : The Wise Little Hen
- Autres Titres[3] :
  -  Allemagne : Der Kluge kleine Gockel
  -  Argentine : La Pequeña gallina sabia
  -  Finlande : Viisas Kana Kananen
  -  France :  Une petite poule avisée[1]
  -  Suède : Den Kloka hönan, Den Kloka lilla hönan
- Série : Silly Symphonies
- Réalisateur : Wilfred Jackson
- Scénario[2] : d'après The Little Red Hen and the Grain of Wheat
- Voix : Florence Gill (Wise Little Hen), Clarence Nash (Donald et Pierre le Cochon[2]), Pinto Colvig[3] (Pierre le Cochon)
- Animateur[2] :
  - Équipe principale : Clyde Geronimi, Art Babbitt, Louie Schmitt, Frenchy De Trémaudan, Dick Huemer et peut-être Dick Lundy[3]
  - Équipe de Ben Sharpsteen: Archie Robin, Ugo D'Orsi, Wolfgang Reitherman,
  - Conception des personnages[3] : Albert Hurter
  - Intervalliste[3]: Ward Kimball
- Producteur : Walt Disney
- Distributeur : United Artists
- Date de sortie : 9 juin 1934[3],[4]
- Autres Dates[2] :
  - Annoncée : 9 juin 1934
  - Dépôt de copyright : 31 mai 1934
  - Prévisualisation : le 3 mai au Carthay Circle de Los Angeles avec Mickey Gulliver pour un gala en faveur des enfants et des animaux.
  - Première à Los Angeles : 27 juin 1934 au Loew's State en première partie de Baby Take a Bow de Harry Lachman
  - Première à New York : 7 au 13 juin 1934 au Radio City Music Hall en première partie de Sisters Under the Skin de David Burton
- Format d'image : Couleur (Technicolor)
- Musique[2] : Leigh Harline
  - Musiques originales : Help Me Plant My Corn
  - Extrait de Sailor's Hornpipe (traditionnelle, 1796)
  - Extrait de Shave and a Haircut, Bay, Rum (1914) de James V. Monaco
  - Extrait de Blumenlied (1890) de Gustav Lange
- Son : Mono
- Durée : 8 min 39 s
- Langue : (en)
- Pays :  États-Unis

## Voix françaises

### 1erdoublage, (date inconnue)
- Georges Milton : soliste

### 2edoublage (1990)
- Sylvain Caruso : Donald Duck
- Georges Costa, Michel Costa : soliste

## Commentaires
La production de ce film a coïncidé avec celle de The Little Red Hen réalisé par Ub Iwerks, alors parti des studios Disney. Cette version rivale, sortie en février 1934, a été distribuée par Pat Powers, ancien distributeur de Disney. Ce serait pour cette raison que le personnage de Donald Duck aurait été introduit dans le script, éloignant le scénario de l'histoire originale.
Ce court métrage a été adapté en bande dessinée par Al Taliaferro et Ted Osborne, dans les journaux du dimanche à partir du 16 septembre 1934. C'est la quatrième adaptation d'une Silly Symphony en BD. L'histoire diffère du cartoon: Donald Duck et Peter Nif-Nif sont chargés de retrouver un des poussins de la poule avisée, celui qui est noir. L'histoire a été publiée d'abord en France dans le Journal de Mickey d'avril à août 1935.
Donald Duck et Pierre le Cochon vont durant le film dans un club nommée "Idle Hour Club" dont le nom apparaît à nouveau dans The Spirit of '43.